# Basquiat, un adolescent à New York
Pour les articles homonymes, voir Basquiat.
Pour plus de détails, voir Fiche technique et Distribution.
Basquiat, un adolescent à New York est un film documentaire américain réalisé par Sara Driver et sorti en 2018.

## Fiche technique
- Titre : Basquiat, un adolescent à New York
- Réalisation : Sara Driver
- Photographie : Adam Benn
- Montage : Adam Kurnitz
- Production : Hells Kitten Productions
- Pays d’origine :  États-Unis
- Durée : 78 minutes
- Date de sortie : France - 19 décembre 2018